# Piero Remor

Künstlerische (Adobe Illustrator) Illustration des Ingenieurs Piero Remor, nach einem alten Zeitungsfoto (ca. 1950er Jahre), kombiniert mit dem von ihm entwickelten Motor und Namensgrafik

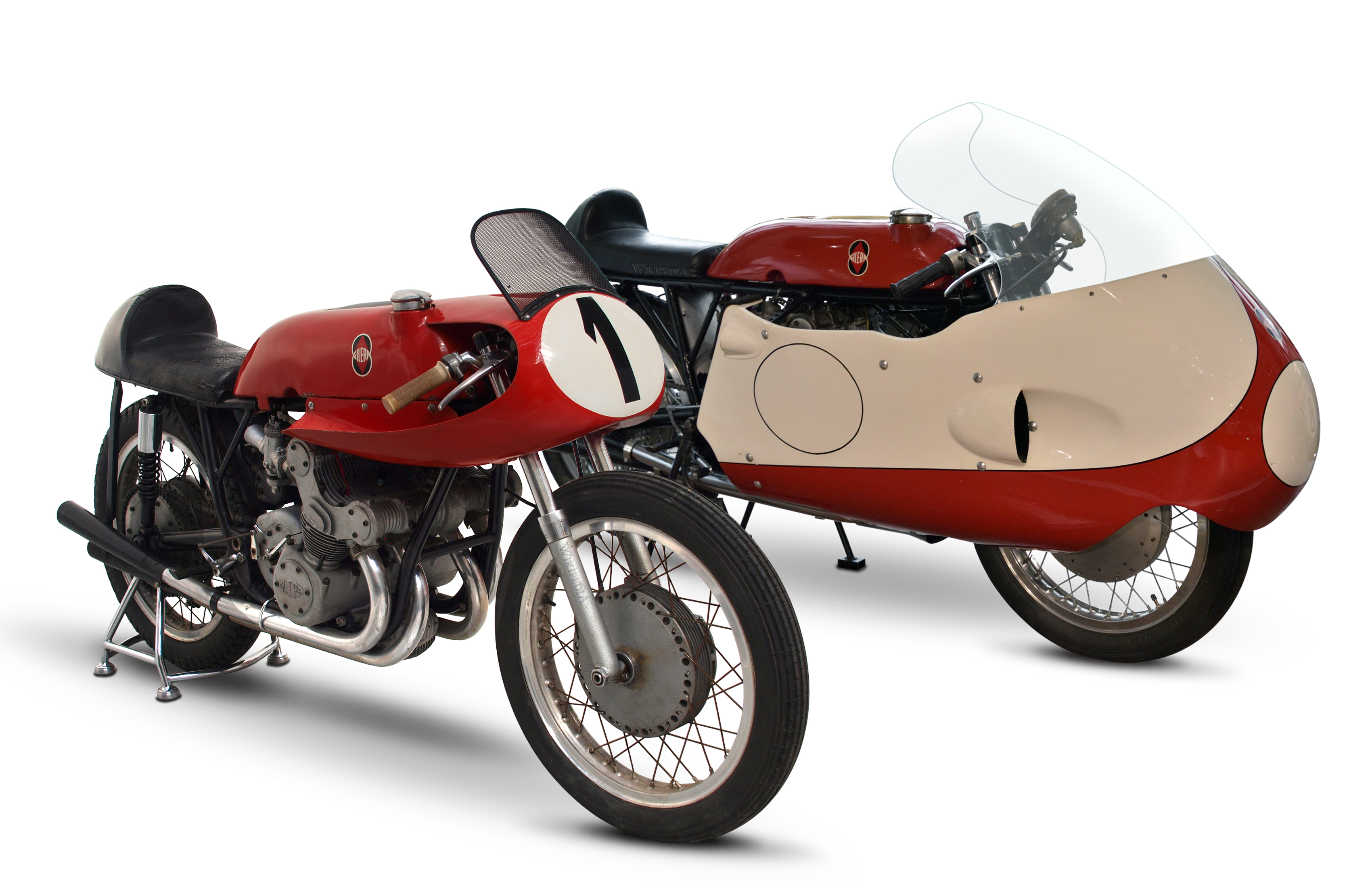
Zwei Gilera 500 4C mit dem, von Remor maßgeblich entwickelten, quer eingebauten Vierzylinder. Die Vordere mit „Birds-beak-fairing“. Diese „Vogelschnabel“-Verkleidung kam auf langsameren Strecken zum Einsatz. Dahinter: die ab der Saison 1958 verbotene „All enveloping dustbin fairing“ für optimale Aerodynamik auf Hochgeschwindigkeitskursen

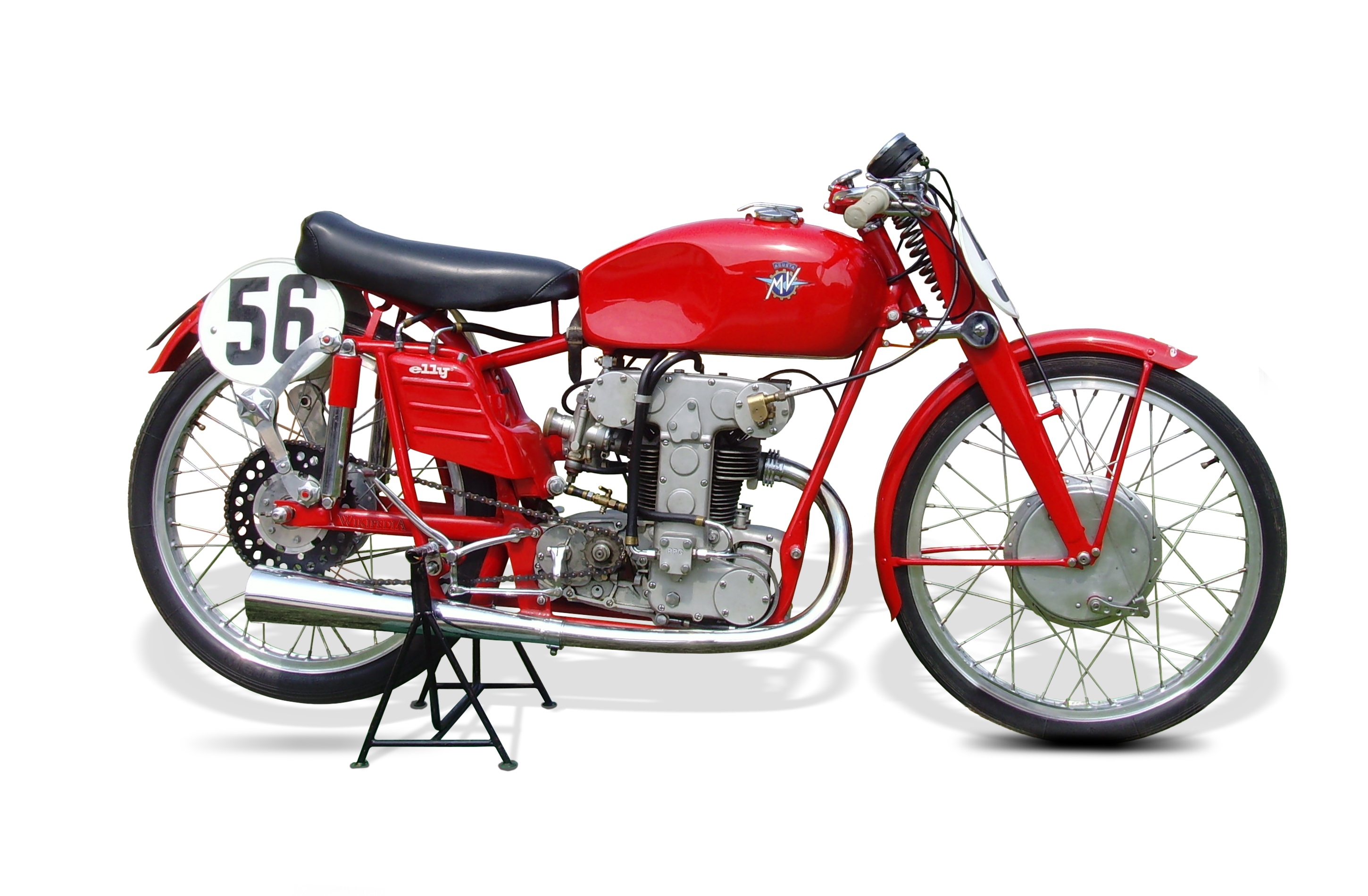
Eine MV Agusta 125 Bialbero mit dem von Remor entwickelten Viertaktmotor (1950)

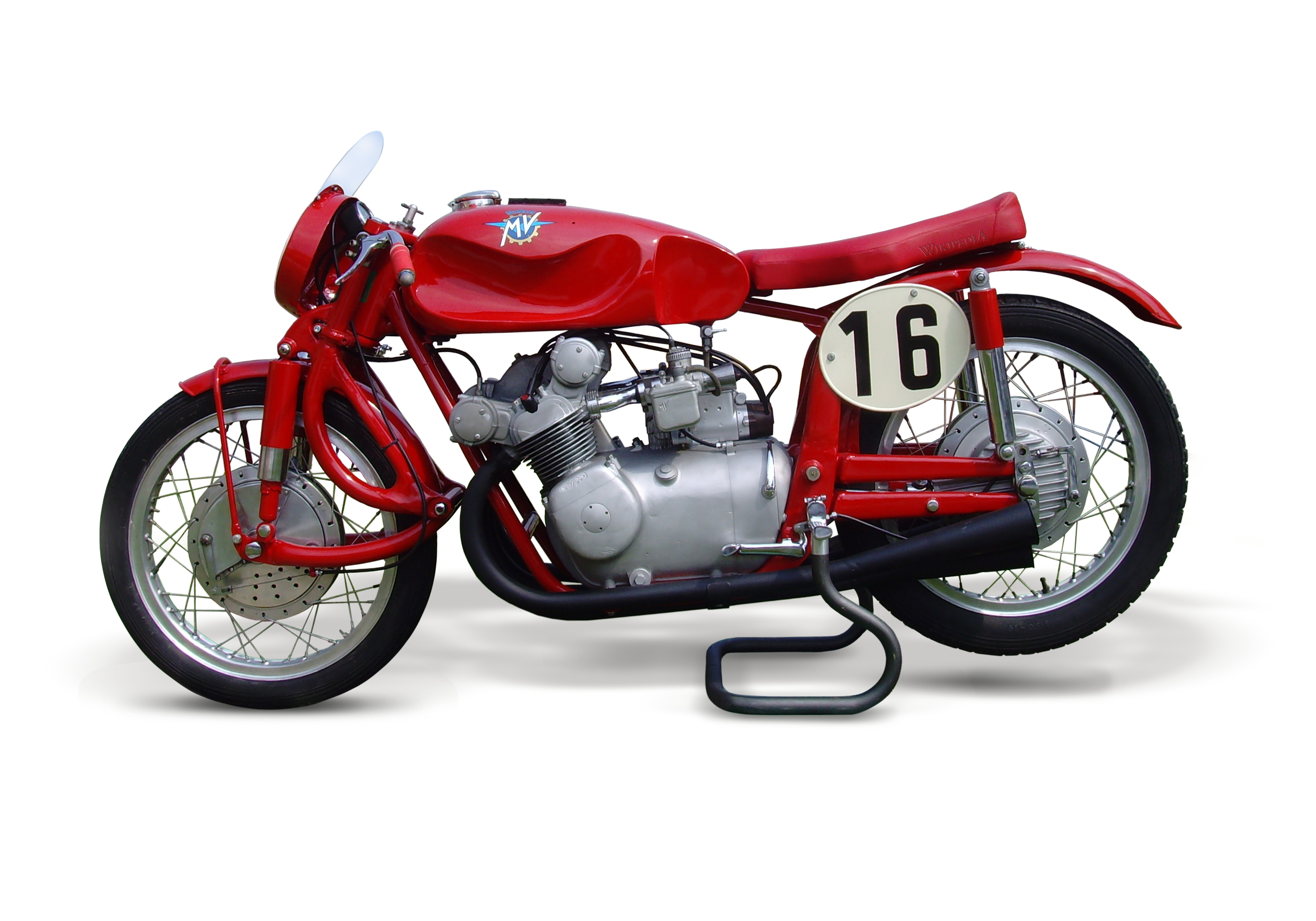
Die MV Agusta 500 4-Zylinder Cardano in der frühen Kardan-Version (1951)

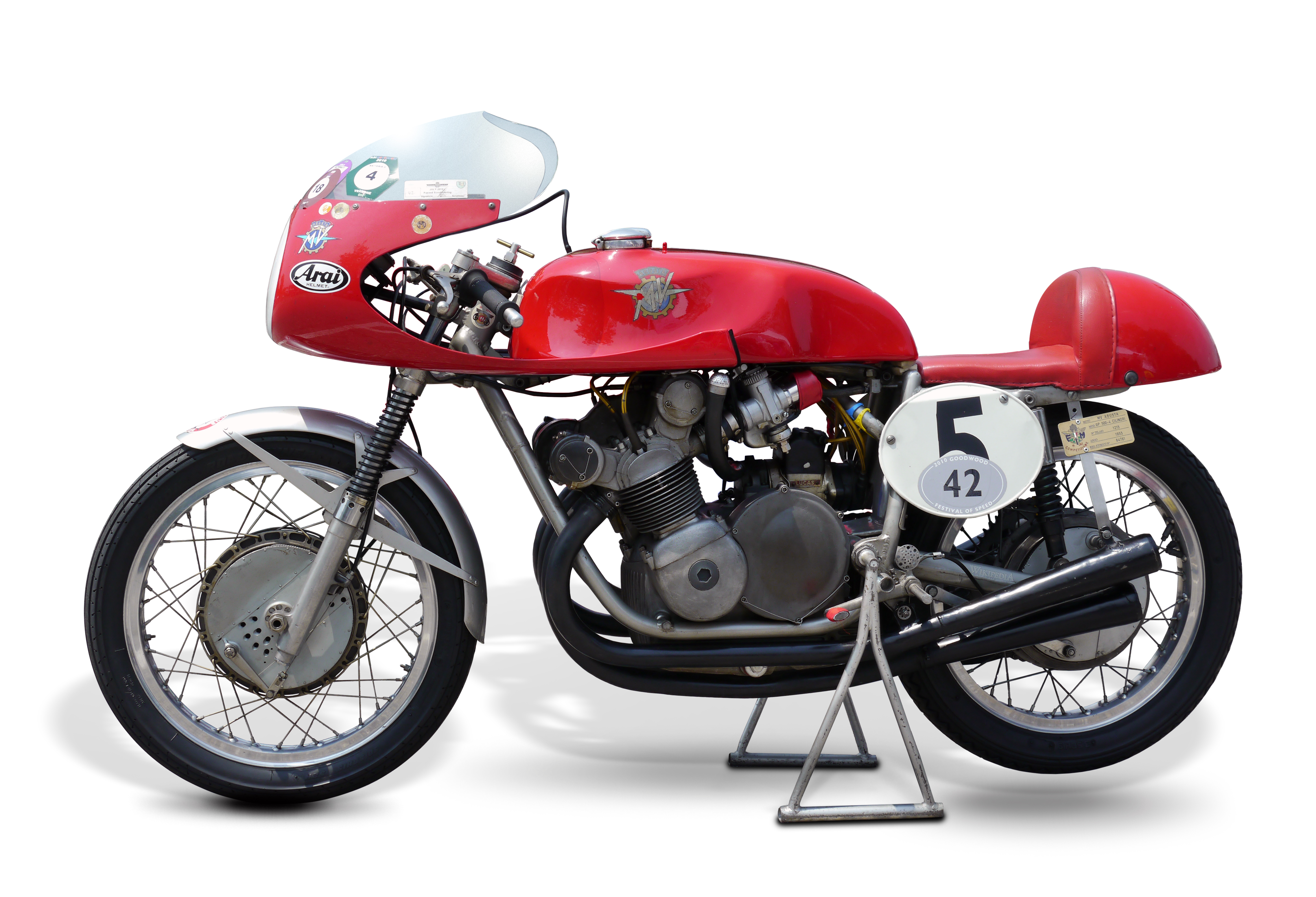
Die Weiterentwicklung der MV Corse 500er mit Kettenantrieb und „kurzer“ Verkleidung (1952)

Piero Remor (* 1896 in Porto Venere; † 1964 in Rom) war ein italienischer Ingenieur und Motorradkonstrukteur, der vor allem durch seine Arbeit für die Marken Gilera und MV Agusta bekannt wurde. Er wird oft als „Vater des Reihenvierzylinder-Motorrads“ bezeichnet.

## Ausbildung und erste berufliche Schritte
Piero Remor studierte in Rom an der Universität La Sapienza unter anderem bei Professor Ugo Bordoni. Nach seinem dortigen Abschluss arbeitete er ab 1919 mit Bordoni an der Weiterentwicklung des Motoscafo Armato Silurante, einem kleinen, schnellen Torpedoboot-Typen der italienischen Marine.

## Der querliegende Vierzylinder
1923 konstruierte Remor gemeinsam mit seinem Ingenieurskollegen Carlo Gianini einen quer eingebauten Vierzylinder-Reihenmotor zum Einsatz in Renn-Motorrädern.
Die beiden, die sich seit der Studienzeit kannten, waren fest entschlossen, einen Vierzylindermotor mit einer obenliegenden Nockenwelle (SOHC) zu entwickeln, der – zur damaligen Zeit einzigartig – quer im Rahmen angeordnet war, um die Zylinder besser zu kühlen. Zwar hatte das belgische Unternehmen F.N. und der amerikanische Motorradhersteller Henderson bereits 1905 und 1912 Vierzylinder-Motorräder gebaut, aber bei diesen Entwürfen war der Motor stets längs im Rahmen platziert. Diese Konfiguration neigte zur Überhitzung der beiden hinteren Zylinder, da nicht genügend Kühlluft an sie gelangte.

### GRB und OPRA
Remor und Gianni erregten mit ihrem Projekt die Aufmerksamkeit des Grafen Luigi Bonmartini, dem Besitzer der Firma Officine di Precisione Romane Automobilistiche (OPRA) in Rom. Bonmartini beschloss, die Arbeit der beiden finanziell zu unterstützen, indem er gemeinsam mit Remor und Gianini eine neue Firma gründete. Diese Firma hieß zunächst GRB (Gianini, Remor, Bonmartini). Um Geld zu verdienen, wurden auch Arbeiten für die Luftfahrtindustrie ausgeführt. Es dauerte fünf Jahre, bis der Prototyp eines Motorrads gebaut war. Dabei handelte es sich um einen luftgekühlten Vierzylinder mit vermutlich wassergekühltem Zylinderkopf, der in einen sehr einfachen Rahmen eingebaut war. Im Jahr 1929 hieß der Prototyp nun OPRA und Piero Taruffi, der sich als Motorradrennfahrer bei Norton einen Namen gemacht hatte, wurde als Testfahrer engagiert. Als die OPRA jedoch ihr erstes Rennen in Rom bestritt, wurde sie von dem damals bekannteren Umberto Faraglia gefahren. Die OPRA führte das Rennen kurzzeitig an, doch dann explodierte der Motor. Taruffi, enttäuscht, weil er überholt worden war, gewann das Rennen mit seiner Norton. Piero Remor verließ die OPRA 1930 nach einem Streit mit Graf Bonmartini.

### Weitere Entwicklung
Unterdessen entwickelten Piero Taruffi und Carlo Gianini das Motorrad weiter, das inzwischen CNA Rondine hieß, nach einer anderen Firma Bonmartinis, der Compagnia Nazionale Aeronautica, und dem Rondine-Flugzeug, das 1922 eine Rolle beim Marsch auf Rom spielte. Die Entwicklung verlief erneut sehr langsam, sodass erst 1934 ein Motorrad unter dem Namen Rondine (Schwalbe) wieder auf die Rennstrecke kam. Der von Gianini komplett überarbeitete Motor war nun komplett wassergekühlt und mit einem Roots-Kompressor ausgestattet. Er hatte Trockensumpfschmierung, zwei obenliegende (über Stirnräder betätigte) Nockenwellen; und war im Winkel von 45 Grad nach vorn im Motorradrahmen verbaut. Er leistete anfangs 75 PS (55,1 kW), später über 90 PS (66,1 kW) bei 9.000/min.
Sechs Exemplare der Rondine wurden gebaut. Taruffi und Amilcare Rossetti fuhren 1935 mit den Maschinen beim prestigeträchtigen Grand Prix von Tripolis (auf dem Kurs Autodromo della Mellaha), wo sie den ersten und zweiten Platz belegten. Taruffi erzielte dabei eine Durchschnittsgeschwindigkeit von 158,9 km/h. Im gleichen Jahr erreichte er mit einer stromlinienförmig verkleideten Version einen Rekord von 244,6 km/h.
„Dieser erste Vierzylinder-Rennmotor – quer zur Fahrtrichtung und 45 Grad nach vorn geneigt eingebaut – ist der Stammvater aller modernen Four-Modelle.“ – Helmut Krackowizer

## Weiterer beruflicher Weg

### Officine Meccaniche
Nach seinem Ausscheiden bei OPRA wechselte Remor zur Automobilfabrik Officine Meccaniche (OM) in Brescia. Dort entwickelte er den 1500-cm³-Vierzylindermotor für den „Tipo M“. Als Fiat 1938 die Marke OM übernahm und die Pkw-Produktion zugunsten der Lkw-Produktion einstellte, suchte Piero Remor nach einem neuen Betätigungsfeld.

### Gilera
1939 überredete Taruffi, der inzwischen mit der Rondine bei Gilera untergekommen war, Remor ebenfalls zu dem italienischen Hersteller zu kommen, um die 500-cm³-Rondine weiterzuentwickeln, doch Piero Remor begann mit dem eigenen Entwurf einer 250-cm³-Vierzylindermaschine mit Kompressor und der Hinterradaufhängung der Rondine.
Durch den Ausbruch des Zweiten Weltkriegs kamen alle Entwicklungen für den Rennsport zum Stillstand. 1946 verbot die Fédération Internationale de Motocyclisme (FIM) die Verwendung von Kompressoren, sodass Gilera gezwungen war, die Einzylinder-Maschine Saturno Competizione als Werksrennmaschine einzusetzen. Sie konnte aber Maschinen wie den Moto Guzzi Bicilindrica 500, und Gambalunga, oder der Norton Manx und der A.J.S. Porcupine nicht das Wasser reichen.
Im selben Jahr beauftragte Gilera Piero Remor mit der Entwicklung einer neuen Rennmaschine. Piero Taruffi hatte das Unternehmen verlassen, um sich auf seine Karriere als Rennfahrer zu konzentrieren.
Remor arbeitete aber nicht weiter auf der Basis der Rondine, sondern vergrößerte seinen eigenen 250-cm³-Prototyp von 1940 auf 500 cm³. 1947 nahm die Gilera 500 4C Gestalt an und 1948 führten Carlo Bandirola und Massimo Masserini die ersten Tests auf der Autobahn Mailand–Bergamo durch. Es gab erhebliche Probleme mit der Schmierung und es dauerte lange, sie zu lösen. 1948 fuhr Nello Pagani die Maschine bei ihrem ersten Rennen in Cesena, schied jedoch wegen schlechten Fahrverhaltens aus.
Remor war unzufrieden, dass die Maschine in diesem Jahr keine Punkte holte. Selbst der Gewinn der italienischen Meisterschaft war nicht erreichbar. Masserini führte bei der Dutch TT in Assen, stürzte jedoch im starken Regen. Nur das letzte Rennen des Jahres, der Große Preis von Italien, wurde von Masserini gewonnen, hauptsächlich weil Norton und A.J.S. nicht teilnahmen. Obwohl allen klar war, dass die Fahrdynamik unterdurchschnittlich war, weigerte sich Remor, die Maschine weiterzuentwickeln. Der Streit mit Pagani wurde so heftig, dass Remor ihm das Fahren mit der Vierzylindermaschine verbot und ihn zwang, die Saturno zu benutzen. In der Weltmeisterschaft 1949 zeigte sich, dass das Handling der Gilera immer noch nicht gut war. Der erste Weltmeistertitel ging an Leslie Graham mit der A.J.S. Porcupine, einer Maschine, die etwa 140 kg wog und nur 45 PS leistete, während die Gilera 124 kg wog und über 50 PS hatte. Nach zwei Rennen griff Giuseppe Gilera ein, und Pagani erhielt die Vierzylinder für die Dutch TT, mit der er mühelos gewann. Mit einem Sieg beim Großen Preis der Nationen in Monza hatte Gilera im ersten Weltmeisterschaftsjahr mit einem Motorrad, das von der Papierform her das beste war, nur zwei Rennen gewonnen.
Am Ende der Saison 1949 musste Piero Remor Gilera verlassen, da die meisten Fahrer nicht mehr mit ihm arbeiten wollten. Die anfänglichen Schwierigkeiten bei der Lösung von Problemen mit der Motorschmierung und seine Weigerung, die schlechte Fahrdynamik zu korrigieren oder auch nur anzuerkennen, dass dieses Handicap existierte, waren nicht länger akzeptabel.

### MV Agusta
Graf Domenico Agusta war entschlossen, MV Agusta zu einer der führenden Motorradmarken zu machen. Die Reparto Corse, das Werksteam von MV Agusta fuhr zu dieser Zeit in der 125-cm³-Klasse noch mit einem Zweitaktmotor, der gegenüber den Viertaktern von Mondial und Morini nicht konkurrenzfähig war. Er beauftragte deshalb 1950 Pietro Remor mit dem Bau zweier GP-Maschinen: einer DOHC-Maschine mit 125 cm³, und einer Vierzylinder-Maschine mit 500 cm³ für die „Königsklasse“. Für MV Agusta war der 125-cm³-Bialbero der erste Rennmotor, der nicht von einem Serienmodell abgeleitet war. Bei seinem Abschied von Gilera nahm Remor die Baupläne des 500/4-Motors mit. Diese bildeten die Grundlage für MV Agustas neue 500-cm³-Vierzylindermaschine, die MV Agusta Corse 500 Quattro Cardano. Vom Reißbrett bis auf die Teststrecke dauerte es nur 15 Wochen, was aber nicht überraschend war, da der Motor fast identisch mit dem der Gilera 500 4C war. MV Agusta und Gilera konkurrierten daher mit fast denselben Motorrädern in der Meisterschaft von 1950, was bei Gilera großen Unmut hervorrief.
Als auch noch der Fahrer Arciso Artesiani zu MV wechselte, sprach man sogar von „Verrat“. Artesiani hatte jedoch keine große Wahl. Er war MV-Agusta-Händler in Bologna und erhielt ein großzügiges Gehalt von 800.000 Lire und ein Motorrad. Die MV Agusta 500 4C wurde während der Handelsmesse in Mailand 1950 vorgestellt. Der Hauptunterschied zur Gilera 500 4C war der Kardanantrieb der MV. Auch der Motorblock entsprach nicht exakt dem der Gilera: Bei der MV Agusta konnten die Zylinderköpfe abgenommen werden, während sie bei der Gilera aus einem Stück mit dem Zylinderblock gegossen waren.
Am 1. Mai 1950 kam auch Ingenieur Arturo Magni zu MV Agusta und wurde für die Weiterentwicklung des Rennmotors verantwortlich. Magni hatte zuvor bei Gilera mit Remor zusammengearbeitet.
1952, beim Nachfolge-Modell MV Agusta Corse 500 Quattro Catena rüsteten Remor und Magni den Antrieb von Kardan auf Kette um.

### Motom
Nachdem Piero Remor MV Agusta Ende 1953 verlassen hatte, arbeitete er von 1954 bis 1957 bei Motom, einem Hersteller von Mopeds und leichten Motorrädern. Während seiner Zeit bei diesem Unternehmen entwickelte er die kleine Motom 98T. Später war er als Berater tätig und starb 1964 in Rom.

## Persönlichkeit
Piero Remor wird als manchmal schwieriger Charakter beschrieben, der oft ein problematisches Verhalten zu seinen Fahrern hatte, da sie sich bei enttäuschenden Ergebnissen gegenseitig die Schuld zuwiesen:
Piero Taruffi wurde aus Marketing-Gründen als Fahrer für das erste Rennen mit der OPRA im Jahr 1929 übergangen. Er gewann dieses Rennen, den Grand Prix von Rom, mit einer Norton. Taruffi hegte aber deswegen keinen Groll: Er überredete Piero Remor 1939, von Fiat zu Gilera zu wechseln.
Nello Pagani bemängelte das Fahrverhalten der Gilera 500 4C. 1948 brach er sogar ein Rennen wegen schlechter Fahreigenschaften ab. Remor weigerte sich, die Maschine zu verbessern. Der Streit mit Pagani eskalierte derart, dass Remor ihm verbot, den Vierzylinderwagen weiter zu fahren, und ihn zwang, nur noch mit dem Gilera Saturno an Rennen teilzunehmen. 1949 griff Giuseppe Gilera persönlich ein: Er gab Pagani einen Vierzylinder und entließ Remor.
Laut der italienischen Presse wurde Arciso Artesiani von seinem Arbeitgeber Gilera dafür kritisiert, dass diese Marke 1949 nicht den Konstrukteurstitel gewonnen hatte. Schuld daran war laut Artesiani Piero Remor, der während des Ulster Grand Prix nur einen Teil des Motoröls wechseln ließ, um Zeit zu gewinnen. Artesiani schied deshalb mit einem festgefahrenen Motor aus.